# Список ядерного оружия США
Этот список содержит полный перечень видов ядерного оружия США.
| ЯО Тип                       | Фото | Габариты Длина, Диаметр, Масса,                                      | Мощность | Подрыв                                                                     | Разра-ботчик                         | Статус | Комментарий |
| ---------------------------- | ---- | -------------------------------------------------------------------- | --- | -------------------------------------------------------------------------- | ------------------------------------ | --- | --- |
| Mk-1 бомба                   |      | 3,05м (120in) 0,71м (28 in) 4400кг (9700 lb)                         | 15 кТ | воздушный                                                                  | Los Alamos National Laboratory, LANL | Использована в 1945. Ещё 5 зарядов произведены в 1947—1949 годах. Сняты с вооружения в 1950.                                                                        | Первая американская бомба пушечного типа, с 64 кг урановым зарядом. Получила прозвище «Малыш». Сброшена 6 августа 1945 года на Хиросиму. |
| Mk-2 бомба                   |      | 5,2 м 0,96 м 3400 кг                                                 | |                                                                            |                                      | Разработка прекращена в 1944. | Проект плутониевой бомбы пушечного типа «Худыш». Оказался нереализуемым из-за особенностей плутония как делящегося материала. |
| Mk-3 бомба                   |      | 3,25м (128 in) 1,52м (60 in) 4600кг (10140 lb)                       | 21 кТ | воздушный                                                                  | Los Alamos National Laboratory, LANL | Использована в 1945. Произведено 120 шт. Сняты с вооружения в 1950 году.                                                                                            | Первая американская бомба имплозивного типа, с 6 кг плутониевым зарядом. Получила прозвище «Толстяк». Сброшена 9 августа 1945 года на Нагасаки. |
| Mk-4 бомба                   |      | 3,25м (128 in) 1,52м (60 in) 4800кг (10800 lb)                       | 1; 8; 14; 21; 31 кТ (в зависимости от модели) | Воздушный                                                                  |                                      | С 1949 по 1951 произведено 550 единиц. Сняты с вооружения в 1953.                                                                                                   | Атомная бомба, основанная на доработанной Mk-3. В зависимости от модели, ядро могло состоять из плутония, либо сплава плутония с ураном. Первая атомная бомба с предохранителем, включавшим установку ядра вручную перед применением. |
| T-1 / TX-1 атомный фугас ADM |      |                                                                      | 1 - 5 кТ |                                                                            |                                      | Массово не производился. Списан в конце 1940-х. | Инженерный атомный фугас пушечного типа, разработанный для армии США. |
| W-4 боеголовка               |      |                                                                      | Вероятно - 30 кТ. |                                                                            |                                      | Разработка прекращена в 1951. | Проект боеголовки на базе бомбы Mk-4, для ракеты SM-62 Snark. |
| Mk-5 бомба                   |      | 3,35 м 1,1 м 1400 кг                                                 | В разных моделях — 6; 16; 60; 100; 120 кТ | Воздушный, наземный                                                        |                                      | С 1952 изготовлено 140 зарядов всех моделей. На вооружении до 1963.                                                                                                 | Использовала композитное ядро из плутония и урана и автоматическую систему взведения перед применением. Ввиду удачной конструкции, в дальнейшем часто использовалась как праймерное устройство в термоядерных зарядах. |
| W-5 боеголовка               |      | 1,93 м 0,99 м 1100—1200 кг                                           | Вероятно — 55 кТ | Воздушный, наземный                                                        |                                      | С 1954: 35 БЧ для ракет Regulus и 65 БЧ для ракет Matador. Списаны в 1963.                                                                                          | Ядерная боеголовка разработанная на базе Mk-5 для вооружения крылатых ракет SSM-N-8 Regulus и MGM-1 Matador. |
| Mk-6 бомба                   |      | 3,3 м 1,5 м 3400-3900 кг                                             | 8; 26; 80; 160 кТ | Воздушный, наземный                                                        |                                      | 1100 бомб изготовлено с 1951 по 1955. Все списаны к 1962. | Представляла собой усовершенствованную версию Mk-4. Отличалась более лёгкой конструкцией из алюминиевых сплавов. Одна единица потеряна в инциденте с падением атомной бомбы. |
| Mk-7 бомба                   |      | 4,6 м 0,76 м 760 кг                                                  | В разных моделях — 8; 22; 30; 61 кТ | Воздушный, наземный                                                        |                                      | 1800 бомб изготовлено с 1952. На вооружении до 1967. | Первая малогабаритная тактическая атомная бомба на вооружении США, предназначенная для применения на поле боя и доставки тактической авиацией. Существовало 10 модификаций данной бомбы, различавшихся мощностью и носителями. |
| W-7 боеголовка               |      | 1,4 м 0,76 м 270 кг                                                  | 2; 20; 40 кТ в большинстве моделей. Менее килотонны (0,09 кТ) в модели ADM | Воздушный, наземный, подводный.                                            |                                      | 300 БЧ для ракет Honest John. 300 БЧ для ракет Corporal. 225 БЧ для ракет BOAR. 300 ядерных фугасов ADM. 225 глубинных бомб Mark 90 Betty. На вооружении 1954 - 64. | Компактная ядерная боеголовка на базе тактической авиабомбы Mk-7. Ввиду небольших размеров и веса, широко применялась на ранних баллистических ракетах, а также в качестве боевой части к другим видам оружия и инженерным ядерным фугасам. |
| Mk-8 бомба                   |      | 3,4 м 0,37 м 1500 кг                                                 | 25-30 кТ | Подземный, заглубленный                                                    |                                      | С ноября 1952 по май 1953 произведено 40 единиц. На вооружении до 1957 года.                                                                                        | Противобункерная урановая бомба «пушечной» схемы. Имела особо прочную конструкцию, позволявшую перед взрывом заглубиться на 30-50 метров в грунт. Единственная атомная бомба, не имевшая электрических компонентов и приводимая в действие пиротехническим взрывателем. |
| W-8 боеголовка               |      |                                                                      | 25-30 кТ |                                                                            |                                      | Проект закрыт в 1955. | Проект противобункерной БЧ на базе Mk-8 для ракеты «Regulus». |
| W-9 артснаряд 280 мм         |      | 1,38 м 0,28 м 380 кг                                                 | 15 кТ | Воздушный                                                                  |                                      | 80 единиц произведено с 1952 года. Списаны в 1957. | Артиллерийский снаряд для 280-мм атомной пушки M65. Использовал около 50 кг урана. Первый в мире атомный боеприпас, изначально разработанный для тактического применения. |
| T-4 атомный фугас            |      | Устройство весило 73 кг. Разбиралось на четыре части весом по 18 кг. | Вероятно, 15 кТ | Наземный                                                                   |                                      | Не более 80 единиц произведено в 1957. Списаны в 1963. | Атомный фугас полученный путём переделки списанных снарядов W-9. |
| Mk-10 бомба                  |      |                                                                      | Вероятно, 15 кТ |                                                                            |                                      | Отменена в 1952. | Версия Mk-8. Создавалась для истребителей-бомбардировщиков. |
| Mk-11 бомба                  |      | 3,7 м 0,36 м 1590 кг                                                 | 25-30 кТ | Подземный, заглубленный                                                    |                                      | В 1956 произведено 40 единиц. На вооружении до 1960 года. | Противобункерная урановая бомба «пушечной» схемы. Развитие бомбы Mk-8, предназначенное для поражения подземных сооружений. |
| Mk-12 бомба                  |      | 3,94 м 0,56 м 500—540 кг                                             | 12-14 кТ | Воздушный (по таймеру), либо наземный контактный                           |                                      | 250 единиц произведено в 1954—1957 годах. Списаны в 1962. | Малогабаритная тактическая бомба для вооружения истребителей-бомбардировщиков. Первая атомная бомба, использовавшая бериллий в качестве отражателя нейтронов. |
| W-12 боеголовка              |      |                                                                      | Менее 10 кТ |                                                                            |                                      | Не пошла в серию. | Планировавшаяся БЧ на базе Mk-12 для ракеты RIM-8 Talos. |
| Mk-13 бомба                  |      |                                                                      | 32 кТ |                                                                            |                                      | Отменена в 1953. | |
| W-13 боеголовка              |      |                                                                      | 32 кТ |                                                                            |                                      | Отменена в 1953. | |
| ТХ/Mk-14 бомба               |      | 5,64 м 1,56 м 14000 кг                                               | 5-7 мегатонн |                                                                            |                                      | 1954 - 56: 5 ед. | К 1956 году компоненты всех 5 выпущенных бомб Mk-14 были переработаны в бомбы Mk-17. |
| Mk-15 бомба                  |      | 3,6 м 0,9 м 3400 кг                                                  | Mod-1: 1,7 мегатонн Mod 2: 3,8 мегатонн | Воздушный                                                                  |                                      | 1955-57 сделано 1200 ед. На вооружении до 1965 года. | Одна бомба потеряна в Столкновение над островом Тайби. |
| W-15 боеголовка              |      |                                                                      | |                                                                            |                                      | Отменена в 1957. | Ракетная боеголовка для ракеты SM-62 Snark. |
| TX-16/EC-16 бомба            |      | 7,54 м 1,56 м 19000 кг                                               | 6-8 мегатонн | воздушный                                                                  |                                      | Состояла на вооружении формально. В январе 1954 произведено 5 ед. Сняты с вооружения в апреле 1954.                                                                 | Единственная принятая на вооружение термоядерная бомба на охлажденном жидком дейтерии. Рассматривалась как «промежуточное» термоядерное оружие на случай задержки с разработкой термоядерных зарядов на литии-6. |
| EC-17 бомба                  |      | 7,52 м 1,56 м 21000 кг                                               | 10-15 мегатонн | Воздушный; свободнопадающая без парашюта                                   |                                      | 5 единиц произведено в 1954. Сняты с вооружения в 1955. | Прототип бомбы Mk.17; принят на вооружение как временная мера. Могла применяться только с бомбардировщика B-36, но из-за отсутствия парашюта, была опасна для самого носителя. |
| Mk.17 бомба                  |      | 7,52 м 1,56 м 21000 кг                                               | 10-15 мегатонн | Mod 1 воздушный, парашютирующий Mod 2 воздушный + наземный                 |                                      | 200 единиц произведено с 1954 по 1955. На вооружении до 1957. | Первая серийная термоядерная бомба США на дейтериде лития. Самая тяжёлая по весу термоядерная бомба США. Могла применяться только с бомбардировщика B-36 из-за гигантского веса. |
| Mk.18 бомба                  |      | 3,2 м 1,5 м 4500 кг                                                  | 500 кТ | Воздушный, либо контактный                                                 |                                      | 90 единиц произведено с 1953 по 1955. Сняты с вооружения в 1956. | Сильнейшая чисто ядерная бомба, разработанная как подстраховка на случай проблем с созданием термоядерного оружия. Основывалась на конструкции Mk-13, но использовала ядро из 60 кг урана. Считалась ненадёжной и опасной в эксплуатации. Впоследствии все бомбы были переделаны в Mk-6. |
| W-19 артснаряд 280-мм        |      | 1,4 м (140 см) 0,28 м (28 см) 270 кг                                 | 15-20 кТ | Воздушный (по таймеру)                                                     |                                      | 80 единиц произведено в 1956 году. На вооружении до 1963. | Урановый снаряд с «пушечной» схемой сборки, для атомной пушки M65. Представлял собой усовершенствованную версию предшествующего W-9. |
| Mk-20 бомба                  |      |                                                                      | |                                                                            |                                      | Отменена в 1953. | Была запланирована преемницей Mk-13. |
| Mk-21 бомба                  |      | 3,8 м 1,5 м 8000 кг                                                  | 19 мегатонн | Воздушный, либо контактный.                                                |                                      | 1955 - 56: 275 ед. Списаны в 1957. | Бомба могла использоваться только В-36 и В-47. |
| W-21 боеголовка              |      |                                                                      | |                                                                            |                                      | Отменена в 1957. | |
| Mk-22 бомба                  |      |                                                                      | |                                                                            |                                      | | Провал испытания - неудачная конструкция |
| W-23 артснаряд 406-мм        |      | 1,6 м (160 см) 0,406 м (40,6 см) 680/860 кг                          | 15-20 кТ | Воздушный (по таймеру)                                                     |                                      | 50 единиц произведено в 1956. Списаны в 1962. | Атомный артиллерийский снаряд ВМФ для 406-мм орудий линкоров типа «Айова». Представляли собой версию 280-мм армейского снаряда W-19, помещённую в корпус 406-мм снаряда. |
| EC 24 бомба                  |      | 7,52 м 1,56 м 18000 кг                                               | 13,5 мегатонн | Воздушный                                                                  |                                      | 1954: 10 ед. | |
| Mk-24 бомба                  |      | 7,52 м 1,56 м 19000 кг                                               | 15 мегатонн | Воздушный                                                                  |                                      | 1954-55: 105 ед. | Корпус бомбы Мк-24 идентичен Мк-17. |
| W-25 боеголовка              |      | 0,68 м 0,44 м 100 кг                                                 | 1,5 кТ | Воздушный                                                                  |                                      | 3150 шт. На вооружении 1957 - 84. | Применялась в неуправляемой ракете класса «воздух—воздух» AIR-2 Genie. |
| Mk-26 бомба                  |      |                                                                      | |                                                                            |                                      | Отменена в 1957. | |
| Mk-27 бомба                  |      | 3,6 м 0,8 м 1500 кг                                                  | 2 мегатонны |                                                                            |                                      | Производство 1958-59: 700 ед. Сняты с вооружения в 1965. | |
| W-27 боеголовка              |      | 1,9 м 0,8 м 1270 кг                                                  | 2 мегатонны |                                                                            |                                      | Производство в 1958: 20 ед. Снята с вооружения 1965. | Ядерные заряды для ракет Regulus. |
| Mk-28 бомба                  |      | 2,4 - 4,3 м 0,6 м 700 - 1050 кг                                      | В разных моделях — 70; 350 кТ; 1,1; 1,45 мегатонны. | воздушный или наземный                                                     |                                      | 1958 - 66: 4500 ед. Стояли на вооружении до 1991. | Резервный контактный взрыватель не предусмотрен из-за опасений, что зенитный огонь может привести к взрыву. Крушение над базой Туле. Крушение над Паломаресом. |
| W-28 боеголовка              |      | 750 кг                                                               | В разных моделях — 70 кТ; 1,1; 1,45 мегатонны. |                                                                            |                                      | 1958 - 76 годы. | Для крылатых ракет AGM-28 Hound Dog и MGM-13 Mace. |
| W-29 боеголовка              |      |                                                                      | |                                                                            |                                      | Отменена в 1955. | |
| W-30 боеголовка              |      | 1,2 м 0,56 м 200 - 220 кг                                            | 5 кТ | Воздушный                                                                  |                                      | 1959-65: 300 ед. Использовались до 1979 года. | Боеголовка ракеты класса "земля-воздух" RIM-8 Talos |
| W-31 боеголовка              |      | 1 м 0,76 м 410-430 кг                                                | 2; 10; 20; 30; 40 кТ | Воздушный, наземный                                                        |                                      | С 1959 2550 ед. для Nike Hercules; 1650 ед. Honest John. Сняты с вооружения в 1989 году.                                                                            | Боеголовка ракет MIM-14 Nike-Hercules и MGR-1 Honest John |
| W-32 артснаряд               |      |                                                                      | |                                                                            |                                      | Отменен. | |
| W-33 артснаряд 203-мм        |      | 110 кг                                                               | 10 кТ | наземный                                                                   |                                      | С 1957 - 65: 2000 ед. На вооружении до 1992. | Ядерный снаряд, разработанный для использования в 203-мм гаубицах M110 и M115. |
| W-34 ASW боеголовка / бомба  |      | 0,86 м 0,43 м 140 кг                                                 | 11 кТ | воздушный, подводный                                                       |                                      | 1958 - 62: 2000 ед. Mark 101; 600 ед. Mark 105; 600 ед. Mark 45. Использовались до 1976.                                                                            | Предназначалась для оснащения глубинных бомб, авиабомб, торпед. |
| W-35 боеголовка              |      |                                                                      | |                                                                            |                                      | Отменена в 1958. | |
| Mk-36 бомба                  |      | 3,8 м 1,5 м 8000 кг                                                  | Y1: 6 мегатонн Y2: 19 мегатонн |                                                                            |                                      | Всего было 920 ед. Сняты с вооружения в 1962 году. | В 1957 году все старые бомбы Mk-21 были переделаны в бомбы Mk-36. |
| W-37 боеголовка              |      |                                                                      | |                                                                            |                                      | Отменена в 1956. | |
| W-38 боеголовка              |      | 2 м 0,8 м 1400 кг                                                    | 3,8 мегатонны | воздушный или наземный                                                     | UCRL                                 | 70 ед. были установлены на ракетах Titan I, 110 ед. - на ракетах Atlas. На вооружении 1961 - 65 год.                                                                | Использовалась в качестве боеголовки для МБР SM-65 Atlas E/F, а также HGM-25 Titan I. |
| Mk-39 бомба                  |      | 3,56 м 0,9 м 3000 кг                                                 | 3,8 мегатонн |                                                                            |                                      | С 1957-59: 700 ед. На вооружении до 1966 года. | Усовершенствованная ядерная бомба Mk-15 |
| W-39 боеголовка              |      | 2,7 м 0,9 м 2900 кг                                                  | 3,8 мегатонн |                                                                            |                                      | С 1958-63 было изготовлено 60 ед. для ракеты Redstone; 30 ед. для ракеты Snark. На вооружении до 1965 года.                                                         | Применялась на баллистической ракете PGM-11 Redstone и крылатой ракете SM-62 Snark. |
| W-40 боеголовка              |      | 0,8 м 0,46 м 175 кг                                                  | 10 кТ |                                                                            |                                      | На вооружении в 1959—72 годах. | Для ракеты «земля-земля» типа MGM-18 Lacrosse и зенитных ракет CIM-10 Bomarc. |
| Mk-41/B41 бомба              |      | 3,76 метра 1,32 метра 4840 кг                                        | Y1: 25 мегатонн Y2: 10 мегатонн | Воздушный, наземный                                                        |                                      | Произведено 500 единиц в 1960—1962. На вооружении с 1962 по 1976.                                                                                                   | Самое мощное американское термоядерное оружие; единственная американская серийная трёхступенчатая бомба. |
| W-41 боеголовка (проект)     |      |                                                                      | 25 мегатонн (вероятно) |                                                                            |                                      | Проект закрыт в 1957. | Планировавшаяся боеголовка на базе бомбы B41 для крылатой ракеты «Навахо» и МБР «Титан II». |
| W-42 боеголовка              |      |                                                                      | |                                                                            |                                      | Отменена в 1961. | |
| Mk-43 бомба                  |      | 3,8-4,15 м 0,45 м 960 кг                                             | В разных моделях — от 70 кТ до 1 мегатонны. | Воздушный, наземный                                                        |                                      | В производстве 1959 - 65: 2000 ед. На вооружение 1961 - 91 год. | Для истребителей-бомбардировщиков. |
| W-44 ASW боеголовка          |      | 0,64 м 0,35 м 77 кг                                                  | 10 кТ | подводный                                                                  |                                      | 1961 - 575 ед. В 1989 году все типы ядерных глубинных бомб были сняты с вооружения.                                                                                 | Ядерная глубинная бомба для ракеты ASROC. |
| W45 боеголовка               |      | 0,7 м 0,3 м 70 кг                                                    | 0,5; 5; 10; 15 кТ |                                                                            | LLNL                                 | Использовалась 1962 - 88 годах. | Боеголовка использовалась: - MGR-3 Little John - Терьер (ЗРК) - (MADM) - AGM-12 Bullpup |
| Mk-46 бомба                  |      |                                                                      | 9 мегатонн |                                                                            |                                      | | Прототип B-53, известен как TX-46(тестовый/экспериментальный). |
| W-46 боеголовка              |      |                                                                      | 9 мегатонн |                                                                            |                                      | Отменена в 1958. | |
| W-47 боеголовка              |      | 1,18м (46,6in) 0,46м (18 in) 330кг                                   | EC-47: 1,2 мегатонны W-47Y1: 600 кТ; W-47Y2:1,2мегатонны | воздушный, контактный                                                      |                                      | EC-47(прототип) производство 1960: 300 шт. Сняты: июнь 1960; W-47 производство 1960 - 64: 1060 шт. Сняты в 1974.                                                    | EC-47 — прототип. В составе боевого блока Мк-1 являлись боевыми частями ракет UGM27A Поларис A1(W-47Y1) и UGM27B Поларис A2 (W-47Y2); до 1967 постоянные доработки; в 1966 75 % W-47Y2 были небоеготовы. В строю находилось не более 300 шт. |
| W-48 артснаряд 155мм         |      | 0,86 м 0,155 м 54 кг                                                 | 0,1 кТ | наземный                                                                   |                                      | 1963-69: 1060 ед. Сняты с вооружения в 1992 году. | Ядерный артиллерийский снаряд, был известен как XM454 AFAP (артиллерийский атомный снаряд) |
| W49 боеголовка               |      | 1,38-1,47м (54,3-57,9in) 0,51м (20 in) 750 кг                        | Два варианта заряда Y1 — 1,1 мегатонны Y2 — 1,45 мегатонны | воздушный, контактный                                                      | LASL                                 | Производство 1958—64; PGM-17 Thor сняты с вооружения в 1975. | Боеголовка ракет PGM-17 Thor, HGM-16 Atlas, HGM-25A Titan I, PGM-19 Jupiter; использовалась в составе боевых блоков Mk-2 и Mk-3; развитие боезаряда Mk/W-28. |
| W-50 боеголовка              |      | 1,1 м 0,4 м 190 кг                                                   | 60; 200; 400 кТ |                                                                            |                                      | Выпускалась 1963 - 65: 280 ед. Последние были сняты с вооружения в 1991 году.                                                                                       | Боеголовка устанавливалась на баллистической ракете MGM-31 Pershing. |
| W-51 боеголовка              |      |                                                                      | |                                                                            |                                      | Отменена в 1959. | |
| W-52 боеголовка              |      | 1,45 м 0,61 м 950 кг                                                 | 200 кТ |                                                                            |                                      | Производилась 1962 - 66: 300 ед. В 1977 году были утилизированы. | Боеголовка, разработана для баллистической ракеты малой дальности MGM-29 Sergeant. |
| Mk-53 бомба                  |      | 3,8 м 1,27 м 4000 кг                                                 | 9 мегатонн | Воздушный, наземный                                                        | LANL                                 | 1962-65: 340 ед. Снята с вооружения в 1997. Утилизированы в 2011 году                                                                                               | Бомба B53 мощностью 9 мегатонн была самым мощным оружием в ядерном арсенале США после того, как последние бомбы B41 были сняты с вооружения в 1976 году. |
| W-53/Mk-6 боеголовка         |      | 2,62м (103 in) 0,94м (37 in) 2800/3700кг                             | 9 мегатонн | воздушный, контактный                                                      | LANL                                 | 1962 - 63: 65 ед. Снята с дежурства в 1987. Утилизация последних БЧ в 1988 году.                                                                                    | Модификация бомбы Mk-53 в качестве боеголовки. Самая мощная БЧ из всех когда-либо размещённых на американских ракетах, использовалась в составе боевого блока ракеты LGM-25C Titan II. Взрыв МБР Titan II в Арканзасе. |
| W-54 боеголовка              |      | 0,4 м 0,28 м 23 кг                                                   | Mod-0: 0,25 кТ Mod-2: 0,02 кТ | воздушный, наземный                                                        |                                      | С 1956 Mod-0: 1900 ед.; Mod-2: 2100 ед. С 1971 года система снята с вооружения.                                                                                     | Боеголовка Mod-0 для ракеты класса "воздух-воздух" AIM-4 Falcon. Боеголовка Mod-2 для безоткатного орудия Davy Crockett. Наименьший по мощности из серийных ядерных боеприпасов. |
| Mk-54 бомба                  |      |                                                                      | |                                                                            |                                      | | Прототип Mk-54 SADM |
| Mk-54 SADM                   |      | 0,44 м 0,3 м 25 кг                                                   | 1 кТ | наземный                                                                   |                                      | На вооружении 1964 - 89 год. | Атомный фугас. |
| W-55 ASW                     |      | 1 м 0,33 м 210 кг                                                    | 5 кТ | подводный                                                                  |                                      | С 1964-74: 285 ед. На вооружении ВМС США до 1990 год. | Ядерная глубинная бомба для противолодочной ракеты подводного базирования UUM-44 SUBROC. |
| W-56 боеголовка              |      | 1,2 м (47,3in) 0,44 м (17,4in) 270 кг                                | 1,2 мегатонны | воздушный, контактный                                                      | LLNL                                 | Производство 1963 — 1969. Mod-1,2,3: 550 шт. Сняты с вооружения к 1966. Mod-4: 450 шт., сняты в 1993.                                                               | Боеголовка ракет LGM-30A Minuteman-I (mod 1,2) и LGM-30F Minuteman-II (mod 3,4), за основу взята боеголовка W-47; на LGM-30A Minuteman-I ставились совместно с W-59. |
| Mk-57 бомба                  |      | 3 м 0,38 м 230 кг                                                    | 5; 10; 15; 20 кТ | наземный, подводный                                                        |                                      | Выпускался 1963 - 67: 3100 ед. Снято с вооружения в 1993. | Бомба для сверхзвуковых истребителей-бомбардировщиков. Допускался сброс с низких высот 15м и использование в качестве глубинной бомбы. |
| W-58 боеголовка              |      | 1,02м (40.3 in) 0,4м (15.6 in) 116кг                                 | 200 кТ | воздушный, контактный                                                      | LLNL                                 | Производство 1964 — 67: 1400 шт. Сняты с вооружения в 1982. | Боеголовка UGM27C Поларис A3 в составе РГЧ рассеивающего типа (первая в США). |
| W-59/Mk 5 боеголовка         |      | 1,21 м (47,8in) 0,41 м (16.3 in) 250 кг                              | 800 кТ | воздушный, контактный                                                      | LANL                                 | Производство 1962-63: 150 шт. Сняты с вооружения в 1969. | Входил в состав боевого блока Mk 5 ракеты LGM-30A Minuteman-I, планировался для AGM-48 Skybolt. |
| W-60 боеголовка              |      |                                                                      | заряд малой мощности |                                                                            |                                      | Отменена в 1963. | Боеголовка для ракеты RIM-50 Typhon LR. |
| B61                          |      | 3,6 м (141,6in) 0,34 м (13,3in) 325 кг                               | - B61 Mod.0 300 кТ - B61 Mod.1 340 кТ - B61 Mod.2 150 кТ - B61 Mod.3 0,3/60/170 кТ - B61 Mod.4 0,3/50кТ - B61 Mod.5 150 кТ - B61 Mod.6; 8; 9 не производились - B61 Mod.7 10/340кТ - B61 Mod.10 80 кТ - B61 Mod.11 0,3/400 кТ — пенетратор - B61 Mod.12 0,3/50 кТ — управляемая - B61 Mod.13 360 кТ — управляемая | падение свободное и с парашютом, подрыв воздушный, контактный и подземный. | LANL                                 | Производство 1966 - 97: 3155 шт.; ранние модификации снимаются с вооружения с 1970-х. 480 шт. в строю.                                                              | Тактическая бомба рассчитанная на сверхзвуковой полет и сброс с низких высот 15 м; конструкция боезаряда использована на многих других боеголовках; использовано пожаробезопасное ВВ; в строю mod.3, 4, 7, 11, 12, 13. Самое старое ЯО США на вооружении с самой длительной продолжительностью производства (начато в 1966 году, окончание в 1997 году; в 2022 началось производство Mod.12; в 2025 - Mod.13). Часть ядерного арсенала США. |
| W-62/Mk-12 боеголовка        |      | 1,83 м (72 in) 0,56 м (21 in) 110—360 кг (250—800 lb)                | 170 кТ | воздушный, контактный                                                      | LLNL                                 | производство 1970 - 76: 1725 шт.; боеголовки начали снимать со службы в 1980. Списаны в 2010.                                                                       | входили в состав боевого блока Mk-12 ракет LGM-30G Minuteman-III; в 2009 году последние W-62 заменены на W-87. |
| W-63 боеголовка              |      |                                                                      | |                                                                            | LLNL                                 | Отменена в 1966. | разработка для ракеты MGM-52 Lance; нейтронный боезаряд. |
| W-64 боеголовка              |      |                                                                      | |                                                                            | LANL                                 | Отменена в 1964. | разработка для ракеты MGM-52 Lance; нейтронный боезаряд. |
| W65 боеголовка               |      |                                                                      | |                                                                            |                                      | Отменена в 1968. | боеголовка противоракеты Sprint. |
| W66 боеголовка               |      | 0,89 м (35 in) 0,46 м (18 in) 70 кг (150 lb)                         | 2 кТ, с усиленным нейтронным излучением. | воздушный                                                                  | LANL                                 | производство 1974 - 75: 70 шт. Сняты с вооружения в 1975. Утилизи-рованы в 1985.                                                                                    | боеголовка противоракеты Sprint. |
| W-67 боеголовка              |      |                                                                      | |                                                                            |                                      | Отменена в 1967. | Один из вариантов объединенной боеголовки для ракет Посейдон и Minuteman-III. |
| W-68/Mk-3 боеголовка         |      | ? ? 166 кг (367 lb)                                                  | 40 кТ | воздушный, контактный                                                      | LLNL                                 | производство 1970 — 75: 5250 шт. Сняты с вооружения в 1991 году. | Использовалась в составе боевых блоков Mk-3 БРПЛ UGM73A Посейдон C3; при «старении» боеголовок столкнулись с проблемой их взрывоопасности, с 1978 по 1983 год 3200 шт. были переоборудованы, остальные сняты с вооружения; самая большая производственная серия американских боеголовок. |
| W-69 боеголовка              |      | 0,76 м (30 in) 0,38 м (15 in) 125 кг (275 lb)                        | 200 кТ | воздушный, контактный                                                      | LANL                                 | производство 1971 - 76: 1500 шт. Сняты с вооружения в 1994. | боеголовка ракеты AGM-69 SRAM, получены из B61. Снятие с вооружения начато в связи с проблемами пожаробезопасности. |
| W-70 боеголовка              |      | 1,04 м (41 in) 0,46 м (18 in) 120 кг (270 lb)                        | mod.1; 2 — 1/10/50/100 кТ mod.3 - 1 кТ нейтронный заряд | воздушный, контактный                                                      | LLNL                                 | производство 1973 — 83: Mod1-2: 900 шт.; Mod 3: 380 шт. Сняты с вооружения в 1996.                                                                                  | Боеголовка MGM-52 Lance |
| W-71 боеголовка              |      | 2,6 м (101 in) 1,1 м (42 in) 1290 кг(2850 lb)                        | 5 мегатонн | воздушный (командный или по таймеру)                                       | LLNL                                 | производство 1974 - 75: 30 шт. Сняты с вооружения в 1976; сняты с хранения в 1992.                                                                                  | Боеголовка противоракеты Spartan, используются рентгеновские лучи для заатмосферного уничтожения боевых блоков МБР |
| W-72 боеголовка              |      | 2,0 м (79 in) 0,38 м (15 in) 374 кг (825 lb)                         | 0,6 кТ | контактный                                                                 | LANL                                 | Производство 1970 — 72: 300 ед. Сняты с вооружения в 1979. | Боеголовка AGM-62A Walleye Mk.6 Mod.0; W-72 получены модификацией боеголовок W-54, оставшихся после снятия с вооружения AIM-26A Falcon AAM. |
| W-73 боеголовка              |      |                                                                      | |                                                                            |                                      | Отменена в 1970. | боеголовка AGM-53 Condor ASM; разработана на основе B61. |
| W-74 артснаряд 155мм         |      |                                                                      | |                                                                            |                                      | Отменена в 1973. | разрабатывался для замены W-48 |
| W-75 артснаряд 203мм         |      |                                                                      | |                                                                            |                                      | Отменена в 1973. | «старший брат» W-74, с подобным дизайном. |
| W76/Mk4 боеголовка           |      | ? ? 164 кг(363 lb)                                                   | W76: 100 кТ W76-2: 8 кТ | воздушный, контактный                                                      | LANL                                 | производство 1978-87: 3400 шт. Состоит на вооружении 1511 ед. W76-2: 25 ед.                                                                                         | Входил в состав боевого блока Mk-4 БРПЛ Трайдент 1(сняты с вооружения в 2008) и Трайдент 2 D5; одна из составляющих ядерного арсенала США. |
| B77 бомба                    |      |                                                                      | 1 мегатонна |                                                                            |                                      | Отменена в 1977. | разрабатывалась для замены бомб Mk-28 и Mk-43. |
| W78/Mk12A боеголовка         |      | 1,72 м (67,7in) 0,54 м (21,25in) 180—270 кг (400—600 lb)             | 350 кТ | воздушный, контактный                                                      | LANL                                 | производство 1979 - 82: 1083 ед.; строю: 600 шт. | Используется в составе боевого блока Mk-12A ракеты LGM-30G Minuteman-III; за основу взята конструкция боеголовки W-50. Состоят на вооружении, часть сняты с ракет и находится на хранении. |
| W79 снаряд 203 мм            |      | 1,12 м (44 in) 0,203 м (8 in) 91 кг                                  | mod0 — (0,1; 1,1 кТ) mod1 — 0,8 кТ | воздушный, контактный                                                      | LLNL                                 | производство 1981-86: 550 шт. (325 mod0 и 225 mod1). Все сняты с вооружения к 1992 году.                                                                            | использовался в снаряде XM-753 AFAP; заряд mod0 дополнительно имеет нейтронное воздействие; mod1 — обычный ядерный заряд. |
| W80-0 боеголовка             |      | 0,8 м (31,4in) 0,3 м (11,8in) 130 кг                                 | изменяемая 5/150 кТ | воздушный, контактный                                                      | LANL                                 | производство 1983 — 90: 367 шт. | Боеголовка ракеты BGM-109A (SLCM); за основу взята боеголовка B-61; сняты с вооружения, находятся на хранении, входят в ядерный арсенал США. |
| W80-1 боеголовка             |      | 0,8 м (31,4in) 0,3 м (11,8in) 130 кг                                 | изменяемая 5/150 кТ | воздушный, контактный                                                      | LANL                                 | производство 1981 — 90: 1750 шт., 500 шт. в строю. | Боеголовка ракет AGM-86 ALCM (500 ед. в строю) и AGM-129 ACM (400 ед., сняты в 2007); за основу взят боезаряд B-61; часть текущего арсенала США. |
| W81 боеголовка               |      |                                                                      | 2-4 кТ |                                                                            |                                      | Отменена в 1986. | предназначалась для ЗУР Standard SM-2; за основу взята B-61. |
| W82 снаряд 155 мм            |      |                                                                      | mod 0: 0,7 кТ mod 1: 2 кТ |                                                                            |                                      | Отменена: W-82-0 в 1983; W-82-1 в 1990. | боеголовка для 155 мм снаряда XM-785 AFAP. |
| B83 бомба                    |      | 3,7 м (145 in) 0,46 м (18 in) 1090 кг (2400 lb)                      | изменяемая, в пределах от 1 кТ до 1,2 мегатонны. | воздушный, контактный, с замедлением                                       | LLNL                                 | производство 1983 - 91 год: 650 шт.; 130 ед. в ожидании утилизации.                                                                                                 | Самое мощное ядерное оружие в арсенале США с 2011 года, после вывода из эксплуатации B53. Снимаются с вооружения. |
| W83 боеголовка               |      |                                                                      | |                                                                            |                                      | | |
| W84 боеголовка               |      | 0,86 м (34 in) 0,33 м (13 in) 176 кг (388 lb)                        | изменяемая, в пределах 0,2 - 150 кТ | воздушный или контактный                                                   | LLNL                                 | производство 1983 - 88: 350 шт.; Утилизированы в 2024 году. | Боевая часть ракеты BGM-109G Gryphon (GLCM). За основу взята боевая часть бомб B-61. Ракета снята с вооружения в 1987 году в связи с договором об РСМД. Боеголовки находились на хранении до 2024. |
| W85 боеголовка               |      | 1,07 м (42 in) 0,32 м (12,5in) 270 кг                                | изменяемая, в пределах 5 - 80 кТ | воздушный и контактный                                                     | LANL                                 | производство 1983-86: 215 шт. Сняты с вооружения в 1991 году. | Маневрирующий боевой блок ракеты Першинг-2. Сделан на основе БЧ бомб B-61 Mod 3/4. Боеголовки были использованы при производстве бомб B-61 Mod 10. |
| W86 боеголовка               |      |                                                                      | |                                                                            |                                      | Отменена в 1980. | БЧ проникающего типа (пенетратор) для ракеты Першинг-2. |
| W87/Mk21 боеголовка          |      | 1,75 м (68,9in) 0,55 м (21,8in) 220—270 кг                           | 300 кТ | таймер, воздушный, контактный                                              | LLNL                                 | производство 1986-88: 540шт. На дежурстве находятся 200 боеголовок.                                                                                                 | Устанавливались на МБР LGM118A «Пискипер»(МХ). После снятия MX с дежурства в 2005, устанавливается на МБР Минитмен-III вместо боеголовок W62. Состоит на вооружении. |
| W88/Mk5 боеголовка           |      | 1,75 м (68,9in) 0,55 м (21,8in) 360 кг                               | 475 кТ | таймер, воздушный, контактный                                              | LANL                                 | производство 1988-89: 404 ед. Состоит на вооружении. | Носитель БРПЛ Трайдент 2. Состоит на вооружении. |
| W89 боеголовка               |      |                                                                      | 200 кТ |                                                                            |                                      | разработка прекращена в 1990. | БЧ ракеты SRAM II, также предназначалась для оснащения Sea Lance ASW. |
| B90 бомба                    |      |                                                                      | 200 кТ |                                                                            |                                      | разработка прекращена в 1991. | разрабатывалась для замены бомбы Мк 57. |
| W91 боеголовка               |      |                                                                      | 10 кТ; 100 кТ |                                                                            |                                      | разработка прекращена в 1990. | боевая часть ракеты SRAM-T (для F-15E Eagle) |